# Griekenland op het Eurovisiesongfestival 2007
Griekenland nam deel aan het Eurovisiesongfestival 2007 in Helsinki, Finland. Het was de 28ste deelname van het land op het Eurovisiesongfestival. ERT was verantwoordelijk voor de Griekse bijdrage voor de editie van 2007.

## Selectieprocedure
Om de Griekse inzending voor het Eurovisiesongfestival van 2007 te selecteren, werd door omroep ERT een nationale finale georganiseerd. Deze vond op 28 februari 2007 plaats in de Athinon Arena in hoofdstad Athene en werd gepresenteerd door Fotis Sergoulopoulos en Maria Bakodimou. Drie artiesten traden aan en de winnaar werd uitgeroepen door een combinatie van jury (50%) en Televoting/SMS (50%).

### Uitslag
| Volgorde | Artiest         | Lied         | Componist                                   | Televoting - SMS (50%) | Jury (50%) | Totaal | Plaats |
| -------- | --------------- | ------------ | ------------------------------------------- | ---------------------- | ---------- | ------ | ------ |
| 1        | Sarbel          | Yassou Maria | Alex Papaconstantinou, Marcus Englof & Mack | 44,45%                 | 17,46%     | 39,69% | 1      |
| 2        | Tamta           | With love    | Nikos Terzis & Posidonas Giannopoulos       | 23,60%                 | 17,22%     | 29,02% | 3      |
| 3        | Christos Dantis | No Madonna   | Christos Dantis & Natalia Germanou          | 31,95%                 | 15,31%     | 31,29% | 2      |

## In Helsinki
Op het Eurovisiesongfestival in Finland hoefde Griekenland niet aan te treden in de halve finale. Dankzij de top 10-notering die het land een jaar eerder behaald had, waren de Grieken in 2007 automatisch verzekerd van een plaats in de finale. Daar trad Sarbel als tiende aan, na de inzending van Litouwen en voor die van Georgië. Op het einde van de puntentelling hadden de Grieken 139 punten verzameld, wat goed was voor een 7de plaats. Men ontving twee keer het maximum van de punten, afkomstig van Bulgarije en Cyprus. België en Nederland hadden respectievelijk 8 en 5 punten over voor de Griekse inzending.

### Gekregen punten

#### Finale
| 12 punten             | 10 punten                                           | 8 punten                                                                       | 7 punten              | 6 punten              |
| --------------------- | --------------------------------------------------- | ------------------------------------------------------------------------------ | --------------------- | --------------------- |
| - Bulgarije - Cyprus  | - Duitsland - Roemenië - Verenigd Koninkrijk        | - Armenië - België                                                             | - Albanië - Hongarije | - Moldavië            |
| 5 punten              | 4 punten                                            | 3 punten                                                                       | 2 punten              | 1 punt                |
| - IJsland - Nederland | - Georgië - Servië - Turkije - Zweden - Zwitserland | - Bosnië en Herzegovina - Frankrijk - Noord-Macedonië - Tsjechië - Wit-Rusland | - Spanje              | - Denemarken - Israël |

### Punten gegeven door Griekenland

#### Halve Finale
Punten gegeven in de halve finale:
| 12 punten | Cyprus      |
| 10 punten | Bulgarije   |
| 8 punten  | Albanië     |
| 7 punten  | Wit-Rusland |
| 6 punten  | Georgië     |
| 5 punten  | Servië      |
| 4 punten  | Andorra     |
| 3 punten  | Moldavië    |
| 2 punten  | Zwitserland |
| 1 punt    | Letland     |

#### Finale
Punten gegeven in de finale:
| 12 punten | Bulgarije   |
| 10 punten | Moldavië    |
| 8 punten  | Rusland     |
| 7 punten  | Oekraïne    |
| 6 punten  | Armenië     |
| 5 punten  | Wit-Rusland |
| 4 punten  | Servië      |
| 3 punten  | Georgië     |
| 2 punten  | Roemenië    |
| 1 punt    | Spanje      |

1974 · 1975 · 1976 · 1977 · 1978 · 1979 · 1980 · 1981 · 1982 · 1983 · 1984 · 1985 · 1986 · 1987 · 1988 · 1989 · 1990 · 1991 · 1992 · 1993 · 1994 · 1995 · 1996 · 1997 · 1998 · 1999-2000 · 2001 · 2002 · 2003 · 2004 · 2005 · 2006 · 2007 · 2008 · 2009 · 2010 · 2011 · 2012 · 2013 · 2014 · 2015 · 2016 · 2017 · 2018 · 2019 · 2020 · 2021 · 2022 · 2023 · 2024 · 2025